# Schloss Erching

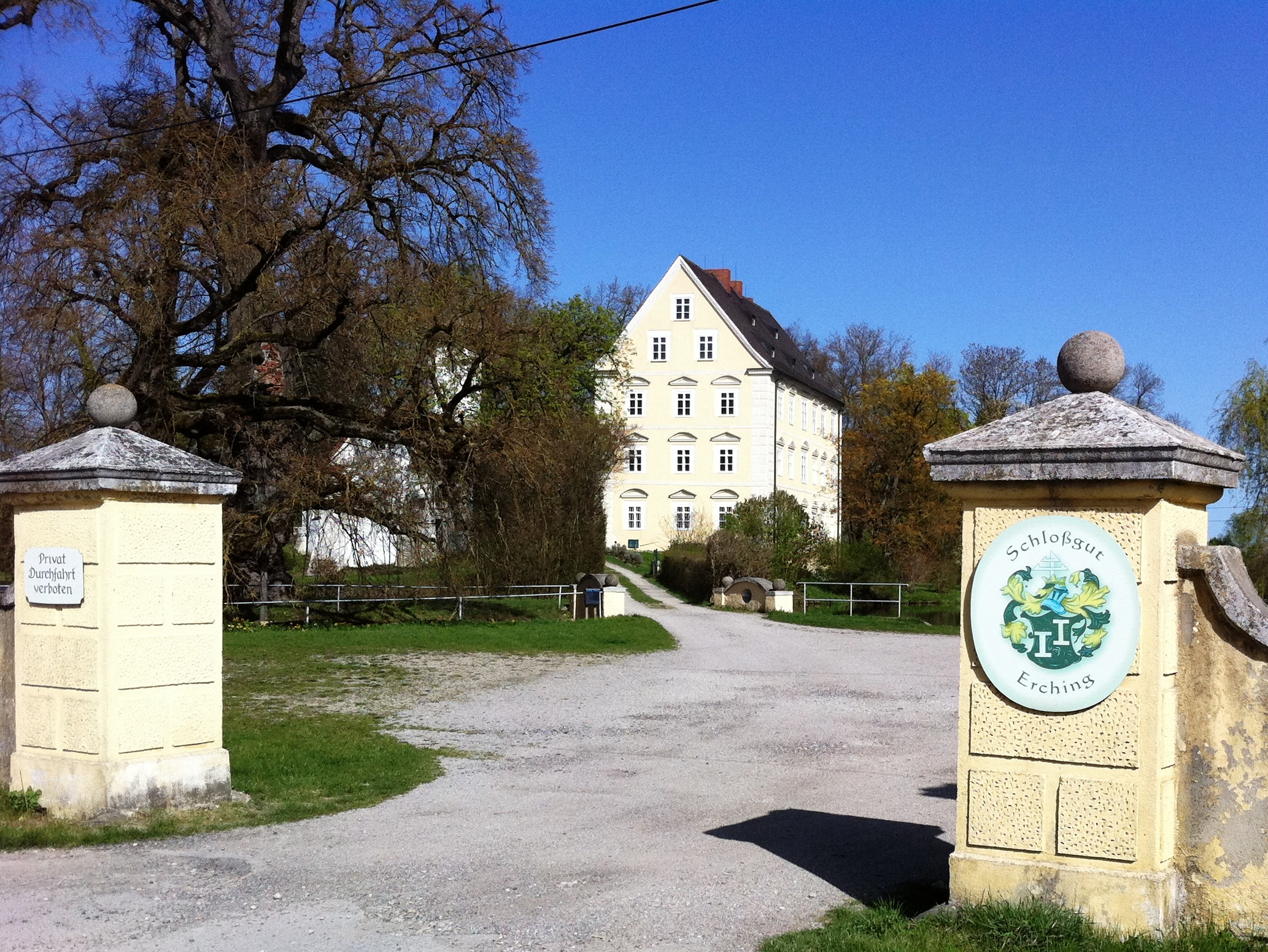
Schlossgut Erching, Einfahrt

Schloss Erching ist ein Schloss in Erching, einem Ortsteil der Gemeinde Hallbergmoos im oberbayerischen Landkreis Freising. Das Schloss und die zugehörige freistehende Kapelle St. Walburga sind als Baudenkmal in die Bayerische Denkmalliste eingetragen.

## Lage
Das Schloss liegt im Nordosten von Erching auf dem Südteil einer Insel, die von einem Wassergraben umgeben ist, der von dem Schwaigbach gespeist wird. Die Insel ist nahezu kreisförmig mit einem Durchmesser von etwa 70 Metern. Der umgebende Wassergraben hat eine Breite von etwa 25 bis 35 Metern. Auf der Westseite der Insel steht die zu dem Schloss gehörende Kapelle St. Walburga.

## Geschichte

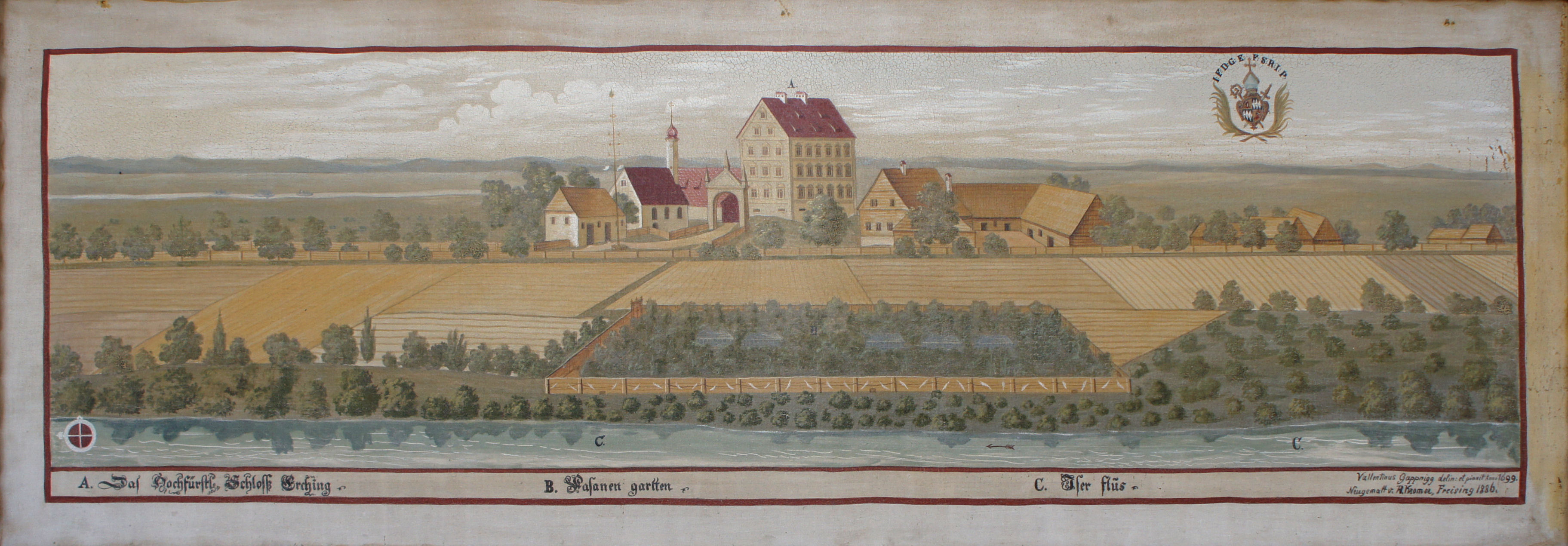
Schloss Erching 1699 auf einem Gemälde von Valentin Gappnigg

Schloss Erching ist um 1400 erstmals urkundlich bezeugt, die dazu gehörige Kapelle bereits 1315/16 in der Konradinischen Matrikel. Der heutige Bau des Schlosses entstand unter Fürstbischof Albrecht Sigismund um 1652 durch Hans Moosbrugger als Jagdschloss. Die Kapelle wurde 1672 der heiligen Walburga neu geweiht. Noch heute bieten Schloss und Kapelle ungefähr das Erscheinungsbild, das 1699 von dem Maler Valentin Gappnigg auf einem Gemälde für den Fürstengang in Freising festgehalten wurde. Das Schloss gehörte bis zur Säkularisation in den Jahren 1802/3 dem Hochstift Freising.
Nach der Säkularisation ersteigerte Gotthard Schmid 1803 das „baufällige und unbenützbare Landschloss“ vom bayerischen Staat. 1829 erwarb Joseph von Utzschneider das Anwesen und errichtete hier ein Mustergut mit Kartoffel- und Rübenanbau und einer Zuckerfabrik. Im 19. Jahrhundert erfolgten weitere Besitzerwechsel. Dabei wurden unter anderem auch die alten Nebengebäude abgerissen. 
Schließlich kaufte 1898 Josef Selmayr, Ziegeleibesitzer und der letzte Bürgermeister der Gemeinde Bogenhausen vor deren Eingemeindung nach München, das Schlossgut in Erching. Er züchtete dort später unter anderem erfolgreich veredelte Landschweine. Das Schloss ist seit dieser Zeit im Besitz der Familie Selmayr, die dort heute einen Ackerbaubetrieb führt.

## Schloss

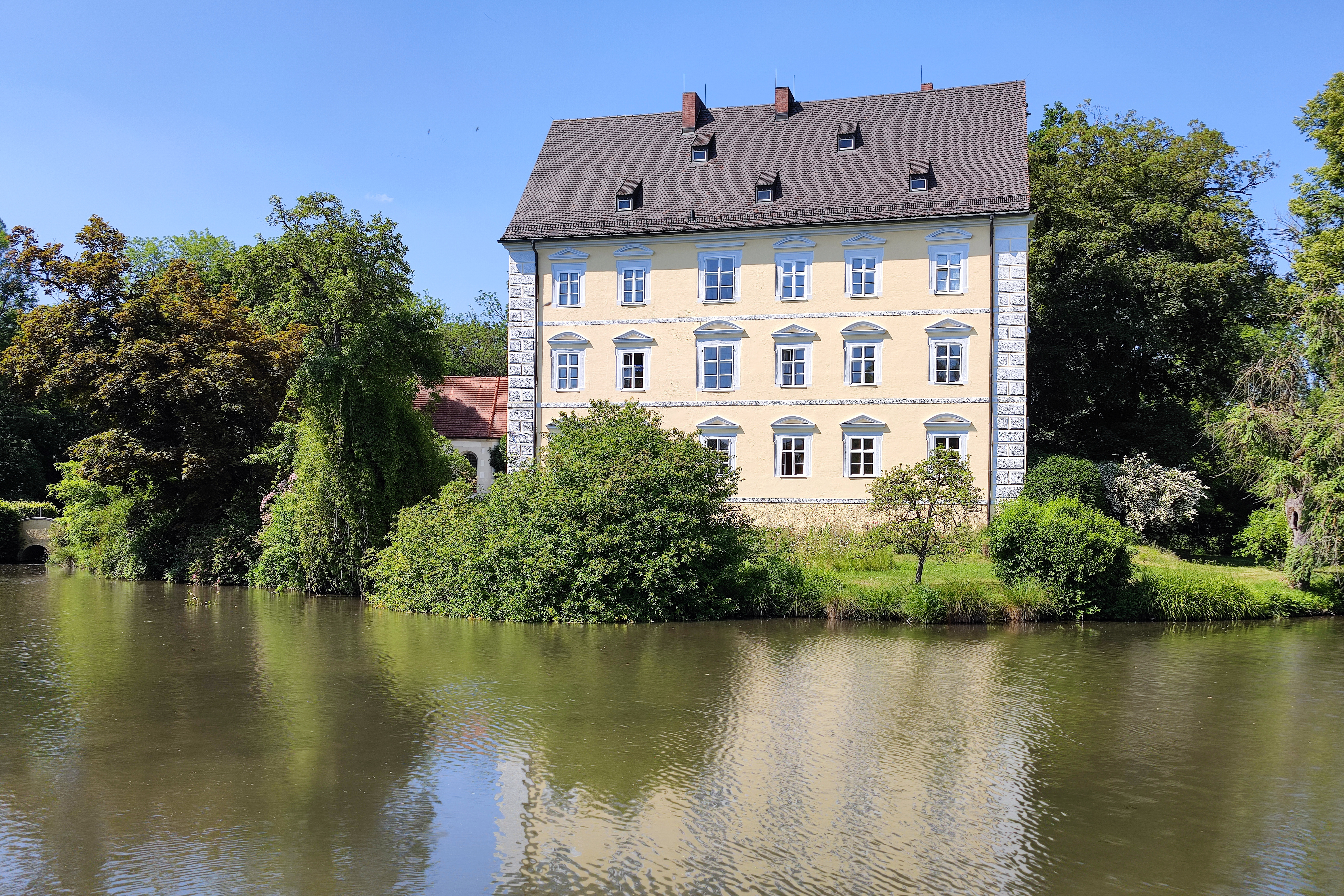
Schloss Erching von Süden

Das Schloss ist ein dreigeschossiger Bau über einem rechteckigen Grundriss von etwa 23 × 12 Metern. Es ist in Ost-West-Richtung orientiert und trägt ein zweigeschossiges Satteldach. Die Fenster haben abwechselnd dreieckige und bogenförmige Fenstergiebel.

## Kapelle

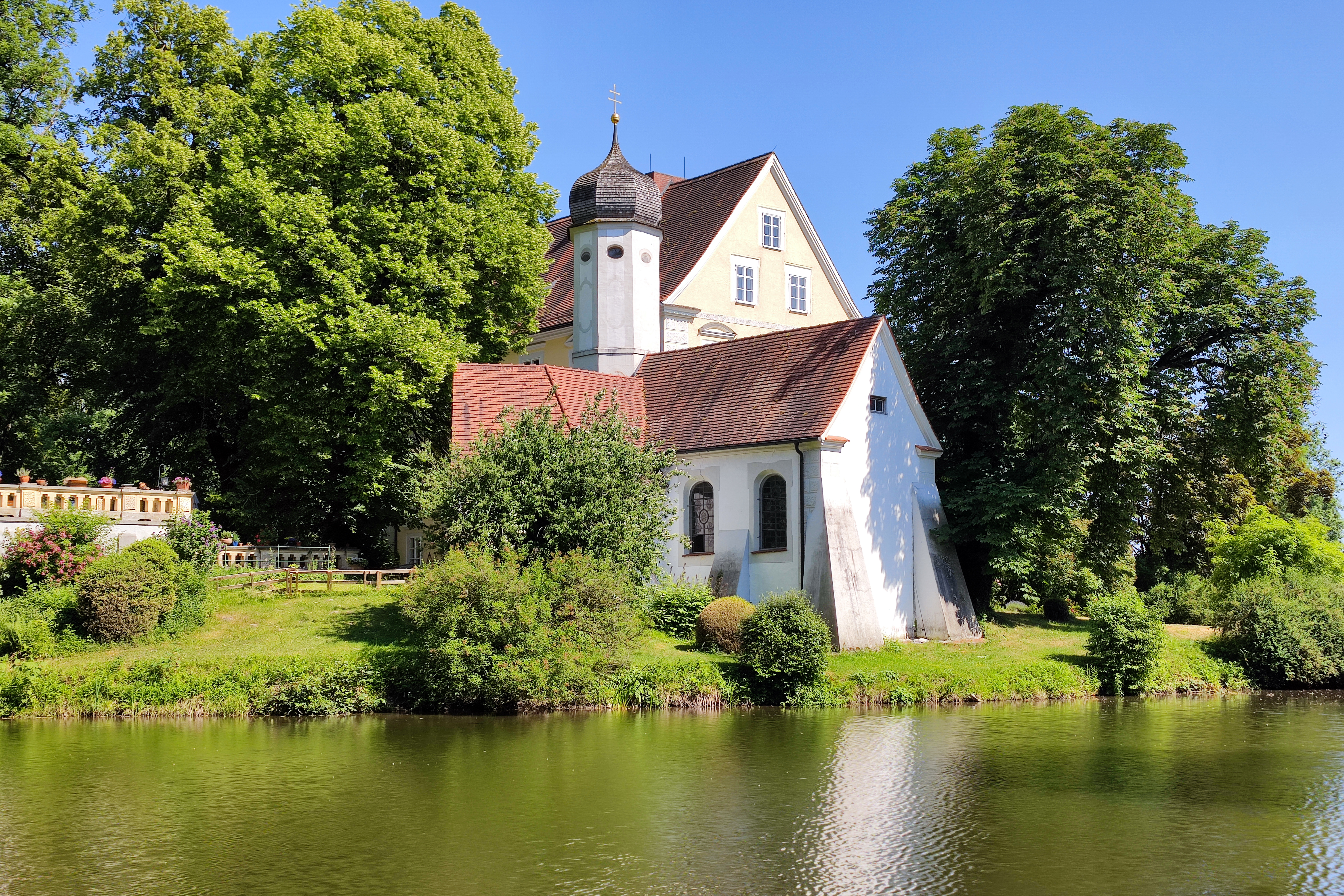
Kapelle St. Walburga von Nordwesten gesehen

Die Kapelle St. Walburga ist ein schlichter Saalbau, dessen Flachtonnen Stichkappen aufweisen. Der polygonale Ostturm wird von einer welschen Haube gekrönt. Die Johann Georg Kogler aus Altenerding zugeschriebenen Decken- und Wandgemälde datieren aus der Zeit um 1744. Das Altarretabel stammt aus dem Jahr 1672. Eine Mondsichelmadonna ist ein Werk des 18. Jahrhunderts.